# Ion Izagirre
Ion Izagirre Insausti, ofta av uttalssmässiga skäl "förspanskat" till Jon Izaguirre Insausti, född 4 februari 1989 i Ormaiztegi, Baskien, är en spansk professionell tävlingscyklist inom landsväg och cykelcross. Han tävlar för UCI World Tour-stallet Astana-Premier Tech.
Ion Izagirre kommer från en cykelfamilj. Både hans pappa José Ramón och bror Gorka Izagirre har tävlat professionellt på landsväg och cykelcross.
Izagirre blev professionell 2011 med Euskaltel-Euskadi, där han blev lagkamrat med sin bror Gorka.
Izagirre tog sin första professionella seger under våren 2012 när han tog hem segern i ett tempolopp under Vuelta a Asturias i april. I maj 2012 tog han ytterligare en seger när han vann en etapp under sin Grand Tour-debut i Giro d'Italia. Under etapp 16 valde Izagirre att gå solo med fyra kilometer kvar och han vann etappen, 16 sekunder framför Alessandro De Marchi.
2014 vann han nationsmästerskapens linjelopp, och 2015 vann han etapploppet Polen runt.

## Resultat
2006
3:a, Spanska juniormästerskapen i cykelcross
2008
1:a, Gipuzkoa - tempolopp
3:a, Spanska U23-mästerskapen i landsväg
2009
1:a, Baskiska U23-mästerskapen i landsväg
1:a, Memorial Angel Mantecon
1:a, etapp 4, Bizkaiko Bira
2011
4:a, Prueba Villafranca de Ordizia
2012
1:a, etapp 2b, Vuelta a Asturias
1:a, etapp 16, Giro d'Italia
3:a, Les Boucles du Sud Ardèche
2014
1:a,  Nationsmästerskapens linjelopp
2015
1:a,  totalt Polen runt
2016
1:a,  Nationsmästerskapens tempolopp
1:a, etapp 20 Tour de France
2019
1:a  totalt Baskien runt
1:a  totalt Volta a la Comunitat Valenciana
1:a etapp 8 Paris–Nice
1:a etapp 1 (lagtempo) Vuelta a España
2:a totalt Andalusien runt
2020
1:a etapp 6 Vuelta a España

## Stall
- Orbea 2010
- Euskaltel-Euskadi 2011–2013
- Movistar Team 2014–